# Soothe My Soul
Soothe My Soul este o piesă a formației britanice Depeche Mode. Piesa a apărut pe albumul Delta Machine, în 2013.